# Géza Zichy
El comte Géza Zichy zu Vásonykeö (Staré, Eslovàquia, 23 de juliol de 1849 - Budapest, Hongria, 14 de gener de 1924) fou un poeta i compositor hongarès.
Fill d'un ric magnat hongarès, a l'edat de 14 anys tingué la desgràcia de perdre el braç dret a conseqüència d'un accident de caça. Dotat d'un fort temperament d'artista, de gran força de voluntat i d'extraordinàries aptituds musicals, assolí adquirir un rar virtuosisme en el piano, les dificultats del qual dominava per complet amb una sola mà. Fou deixeble de Liszt, de Robert Volkmann i de Mayberger.
Malgrat les seves limitacions, Zichy va tenir una carrera exitosa com a concertista i compositor durant els següents 40 anys. Va donar concerts sencers tocant música només per a la mà esquerra, els beneficis dels quals els va donar a la caritat perquè era independentment ric. Era conegut per la seva sensibilitat artística així com per la seva destresa interpretativa i tenia diversos admiradors; inclòs Franz Liszt que va escriure crítiques brillants de les seves actuacions en cartes als amics. El crític vienès Eduard Hanslick, que no va donar cops de puny, va dir que la interpretació de Zichy era "la meravella més gran dels temps moderns al piano".
De 1891 a 1894 va ser intendent de la Reial Òpera Hongaresa. El seu nomenament va suposar el final del mandat de Gustav Mahler com a director musical.
Fins al 1892 fou president de l'Acadèmia Nacional Hongaresa de Música. A més, fou, president del Conservatori Nacional. Com a compositor es va distingir pel seguit cultiu de la música popular hongaresa, havent escrit nombrosos lieder i cors, obres orquestrals i les òperes Alar (Budapest, 1896); Meister Roland (Budapest, 1899), i una trilogia titulada Rakoczi.
Entre les seves obres per a piano és particularment interessant la sèrie d'Estudis per la mà esquerra sola, amb Zichy també fou un escriptor de talent, havent publicat nombrosos llibres de poesies, epopeies i drames lírics en llengua hongaresa, als que ell mateix hi posà música.
Va morir a Budapest el 1924, als 74 anys.